# جاستن دبليو. لويس
جاستن دبليو. لويس (بالإنجليزية: Justin W Lewis)‏ هو موزع أمريكي، ولد في 1982.